# Prasiae

Carte situant Prasiae en Argolide.

Brysées ou Prasiae (grec ancien : Πρασιές) est une ancienne cité grecque du sud-est du Péloponnèse. Elle est évoquée par Homère dans le catalogue des vaisseaux ; elle aurait aussi fait partie de la ligue maritime de Calaurie.
Elle est incendiée par les Athéniens en 430 av. J-C au début de la guerre du Péloponnèse. Elle passe ensuite sous le contrôle d'Árgos.
La ville était reliée aux autres cités de Cynurie par un réseau de routes carrossables, repéré à la fin du XXe siècle par P. Faklaris.
Elle comportait une grotte où, selon la mythologie, Ino aurait pris soin de Dionysos enfant, ainsi qu'un temple d'Asclépios et un sanctuaire à Achille.